# FlowCharter
iGrafx FlowCharter – jedno z dwu pierwszych narzędzi do tworzenia schematów blokowych i pierwsze dla środowiska Windows.
Powstało jako ABC FlowCharter pod koniec lat 80. XX wieku w firmie Roykore. Stało się wzorcem dla większości obecnych programów do tworzenia schematów blokowych. We wczesnych latach 90. zakupione (wraz z firmą) przez Micrografx zmieniło nazwę na Micrografx FlowCharter, potem iGrafx Professional, a następnie z powrotem na iGrafx FlowCharter. Obecnie wraz z całą grupą narzędzi pochodnych od niego oraz od programów Micrografx SnapGrafx’a i Optimy! w grupie oprogramowania iGrafx.
Oprócz standardowych schematów iGrafx wspiera tworzenie schematów blokowych w następujących notacjach:
- Swimlane
- Business Process Model and Notation (BPMN)
- Lean Value Stream Map (LVSM)
- Unified Modeling Language (UML)

Diagramy iGrafx zamodelowane w BPMN mogą być automatycznie tłumaczone do BPEL4W lub WS-BPEL.